# Euphorbia teixeirae
Euphorbia teixeirae är en törelväxtart som beskrevs av Leslie Larry Charles Leach. Euphorbia teixeirae ingår i släktet törlar, och familjen törelväxter.
Artens utbredningsområde är Angola. Inga underarter finns listade i Catalogue of Life.